# Rhipidura brachyrhyncha
Rhipidura brachyrhyncha là một loài chim trong họ Rhipiduridae.